# Reading (Nueva York)
Reading es un pueblo (subdivisión administrativa equivalente a un municipio) del condado de Schuyler, en el estado de Nueva York, Estados Unidos. Según el censo de 2020, tiene una población de 1719 habitantes.
En el estado de Nueva York, un pueblo (traducción literal del término inglés town) es una subdivisión administrativa de un condado que posee poderes autónomos, pero generalmente con menos funciones que los towns de Nueva Inglaterra. Un pueblo proporciona un nivel de gobierno más cercano que el condado, brindando casi todos los servicios municipales a la zona que abarca. Todos los habitantes del estado de Nueva York que no viven en una ciudad o en una reserva india residen en un town.

## Geografía
El municipio está ubicado en las coordenadas 42°25′11″N 76°56′19″O / 42.41972, -76.93861 (42.419776, -76.938603).

## Demografía
Según la Oficina del Censo, en 2000 los ingresos medios por hogar en la zona eran de $38,618 y los ingresos medios por familia eran de $43,681. Los hombres tenían unos ingresos medios de $32,963 frente a los $22,404 para las mujeres. La renta per cápita para el área era de $17,814. Alrededor del 7.7% de la población estaba por debajo del umbral de pobreza.
De acuerdo con la estimación 2015-2019 de la Oficina del Censo, los ingresos medios por hogar en la zona son de $64,792 y los ingresos medios por familia son de $72,500. Alrededor del 16.1% de la población está por debajo del umbral de pobreza.